# 烏什古里
乌什古里是格魯吉亞薩梅格雷洛-上斯瓦內蒂大区的一個社區，由5個村莊所組成：
- 治畢安坭；
- 處畢安坭（拉丁化：或）；
- 恰扎西（拉丁化：或）；
- 穆拉梅；
- Lamjurishi ，Lamjurishi：）。

乌什古里位於高加索山脉什哈拉山南麓因古裡河上游流域，海拔2,060（6,760英尺）至2,200（7,200英尺）間，約有70戶200位居民，被認為是歐洲有居民的最高處。
冬季時，乌什古里聯外道路會因冰雪封閉而難以通行，自古鮮有外人進入，能保存著自8世紀以降的各種建築物與遺跡，特別是隨處可見的瞭望塔樓、古老的教堂與壁畫。1996年被聯合國教育科學文化組織以「上斯瓦内蒂（Upper Svaneti）」為名列為世界文化遺產。

## 世界遺産
因長年的與世隔離，高加索的上斯瓦内蒂地區保存著中世紀山中村落與塔樓的典範景觀，其中恰扎西村莊仍保有逾200座這種非凡的房屋，曾作為住宅或抵禦外侮入侵的用途。

### 登錄基準
该世界遗产被认为满足世界遺產登錄基準中的以下基準而予以登錄：
- （iv）关于呈现人类历史重要阶段的建筑类型，或者建筑及技术的组合，或者景观上的卓越典范。
- （v）代表某一个或数个文化的人类传统聚落或土地使用，提供出色的典范－特别是因为难以抗拒的历史潮流而处于消灭危机的场合。